# Cesset
Cesset é uma comuna francesa na região administrativa de Auvérnia-Ródano-Alpes, no departamento Allier. Estende-se por uma área de 12,17 km². Em 2010 a comuna tinha 437 habitantes (densidade: 35,9 hab./km²).